# Järn(II)oxid
Järn(II)oxid har den kemiska formeln FeO och är en av flera järnoxider. Den förekommer naturligt i mineralet wustit. När järnföremål drabbas av svåra rostangrepp, så kallad gravrost, består dessa djupare angrepp i hög utsträckning av järn(II)oxid.[källa behövs]

## Egenskaper
Järn(II)oxid är ett exempel på ett icke-stökiometriskt material. Vanligen råder underskott på järn och järnhalten varierar mellan Fe0.84O och Fe0.95O. Icke-stökiometrin beror på att Fe2+ lätt oxideras till Fe3+ och bildar tetraedriska kristaller i den annars kubiska strukturen.
FeO är termodynamisk instabil vid temperaturer under 560 °C och sönderfaller lätt till järn och Fe3O4.
{\displaystyle {\rm {4\ FeO\rightarrow Fe+Fe_{3}O_{4}}}}
Stabiliteten kan ökas genom att materialet hettas upp och sedan snabbt kyls ner igen för att behålla den stabilare strukturen (samma process som vid härdning av stål).

## Framställning
Järn(II)oxid kan framställas genom reduktion av järn(III)oxid med vätgas eller kolmonoxid.
{\displaystyle {\rm {Fe_{2}O_{3}+H_{2}\rightarrow 2\ FeO+H_{2}O}}}
{\displaystyle {\rm {Fe_{2}O_{3}+CO\rightarrow 2\ FeO+CO_{2}}}}
Det kan också framställas genom att oxidera järn i vattenånga vid temperaturer över 560 °C (jämför järn(II,III)oxid).
{\displaystyle {\rm {Fe+H_{2}O\rightarrow FeO+H_{2}}}}
Den vätgas som avgår vid oxideringen ser till att järnet bara oxideras till FeO. Den Fe2O3 och Fe3O4 som bildas reduceras till FeO enligt ovan.
Gravrost kan uppstå i små håligheter i järngods, där den utgör en elakartad form av rostbildning, eftersom det är svårt att förutse på vilka punkter den kan uppträda. Från de små håligheterna tränger rosten rakt in i godset med förstörande verkan.

## Användning
Järn(II)oxid används som svart pigment i livsmedel och för tatuering.